# Hannah Duston
Hannah Duston (geboren 23. Dezember 1657; gestorben 1736) war eine weiße Siedlerin in Neuengland, die 1697 bei einem Überfall auf Haverhill, Massachusetts von Abenaki-Indianern gefangen genommen wurde, ihre Entführer jedoch mit einer Axt tötete, skalpierte und in einem Kanu in ihre Heimat zurückkehrte.

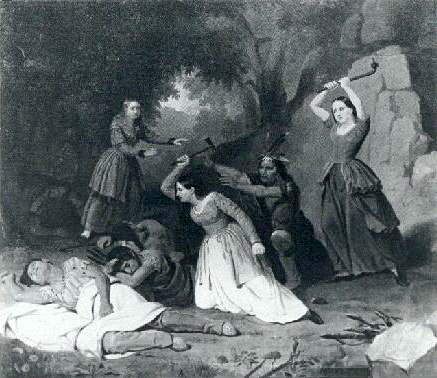
Hannah Duston – Stich von Junius Brutus Stearns (1847)

Anders als andere von Indianern entführte Frauen wie Mary Rowlandson schrieb Duston selbst keinen Erfahrungsbericht über ihre Zeit in Gefangenschaft (eine sog. captivity narrative), doch wurde sie nach ihrer gelungenen Flucht unter anderem von Cotton Mather befragt, der ihre Geschichte in einer Predigt (Humiliations Followed with Deliverance; gedruckt Boston 1697) wiedergab und sie später auch in seine Magnalia Christi Americana (1702) aufnahm. In anderen zeitgenössischen und späteren Berichten von Dustons Tat finden sich über Cottons Bericht hinausgehende Details, deren Historizität kaum nachprüfbar ist. Demnach wurde Haverhill am 15. März 1697 infolge des King William’s War von Indianern überfallen und zahlreiche Siedler dabei getötet, verwundet oder gefangen genommen. Duston musste zusehen, wie ihre jüngste, erst sechs Tage alte Tochter von den Indianern gegen einen Baum geschmettert und getötet wurde. Mit ihrer Amme Mary Neff wurde sie gefangen genommen und auf einen Marsch nach Norden gezwungen. Nach einiger Zeit wurden sie einer zwölfköpfigen indianischen Familie übergeben, die bereits eine weitere Geisel gefangen hielt, den vierzehnjährigen Samuel Leonardsen. Im Morgengrauen des 30. April, als die Gruppe auf einer Insel im Merrimack River lagerte, überredete Duston ihre Mitgefangenen dann zu einem Fluchtversuch. Sie erschlugen und skalpierten die schlafenden Indianer mit Äxten – zwei Männer, zwei Frauen und sieben Kinder. Nur eine Frau der zwölfköpfigen Gruppe entkam verwundet. Nach ihrer Rückkehr nach Massachusetts, die nach späteren Berichten in einem indianischen Kanu erfolgt sein soll, wurde sie für ihre Tat nicht nur von der Generalversammlung der Kolonie, sondern auch vom Gouverneur von Maryland reich entlohnt.
Dustons Tat ging bald in die amerikanische Folklore ein und wurde im 18. und 19. Jahrhundert in zahlreichen teils ausgeschmückten Versionen wieder gedruckt, unter anderem als erbauliches Kinderbuch, und auch von heute kanonischen Autoren wie John Greenleaf Whittier und Henry David Thoreau literarisch bearbeitet. Wurde Duston in diesen Darstellungen als mutige Heldin gezeichnet, so unterstrich Nathaniel Hawthorne die moralische Bedenklichkeit ihrer Tat, als er 1836 als Herausgeber des American Magazine of Useful and Entertaining Knowledge eine Nacherzählung der Geschehnisse verfasste. Hawthorne bezeichnete Duston darin als „furchtbare Frau“ (that awful woman) und „alte Vettel“ (bloody old hag).